# لالندورف
لالندورف (به آلمانی: Lalendorf) یک شهر در آلمان است که در Rostock District واقع شده‌است. لالندورف  ۳٬۶۰۴ نفر جمعیت دارد.